# Still on It
"Still on It" é uma canção da cantora americana Ashanti com a participação dos rappers Paul Wall e Method Man. A música foi gravada para o seu primeiro álbum de remixes Collectables by Ashanti, Ashanti fez a composição da música junto com outros compositores, Irv Gotti e Arizona Slim fizeram a produção da canção.

## Faixas e formatos
1. "Still On It" (Main) (com Method Man e Paul Wall)
2. "Still On It" (Instrumental)
3. "Still On It" (A Cappella) (com Method Man e Paul Wall)
4. "Still Down (Remix)" (Clean) (com Cadillac Tah)
5. "Still Down (Remix)" (Main) (com Cadillac Tah
6. "Still Down (Remix)" (Instrumental)

## Desempenho
| Tabelas musicais (2005)                         | Melhor posição |
| ----------------------------------------------- | -------------- |
| Estados Unidos - Bubbling Under Hot 100 Singles | 15             |
| Estados Unidos - Billboard R&B/Hip-Hop Songs    | 55             |